# Подгорички попеци
Подгорички попеци су познато јело црногорске кухиње, настало у тадашњем Титограду у СФР Југославији.
Настанак јела се везује за италијанске куваре Ђуљема Бафија Јатонија и Јосипа Баленте, који су радили у кухињи хотела Црна Гора у Титограду. Основни састојци јела су надев од његушке пршуте, сира и скорупа, умотан у телеће шницле, које се након припреме похују и сервирају са пекарским кромпиром и тартар сосом. Неки кувари мењају рецепт заменом телетине свињетином или коришћењем павлаке уместо скорупа.